# 縱紋腹囊海龍
縱紋腹囊海龍（学名：Microphis cruentus），為輻鰭魚綱棘背魚目海龍魚科腹囊海龍屬的其中一種，該物種分布於大洋洲新喀里多尼亞的淡水或半鹹水水域，體長可達15.5公分，卵胎生。